# سیارک ۸۹۶۶
سیارک ۸۹۶۶ (به انگلیسی: 8966 Hortulana، نامگذاری:3287T-1) هشت هزار و نهصد و شصت و ششمین سیارک کشف شده‌است که در ۲۶ مارس ۱۹۷۱ کشف شد.
قدر مطلق سیارک برابر ۱۳٫۸۰ است.